# 스즈키 기사부로
스즈키 기사부로(鈴木喜三郎, 1867년 11월 6일~1940년 6월 24일)는 일본 제국의 정치인이다. 사법관료 출신으로 귀족원 의원, 사법대신, 내무대신과 입헌정우회 총재직을 역임했다.

## 생애
1867년 11월 6일(구력 게이오 3년 10월 11일) 무사시국 다치바나군 다이시가와라촌(지금의 가나가와현 가와사키시)에서 川島富右衛門의 셋째 아들로 태어났다가 천태종 묘초지 12세 世鈴木慈孝의 양자가 되었다. 1882년 7월 도쿄외국어학교 불어학과에 입학했으며 5년 뒤 제일고등중학교에 들어갔다. 1891년 제국대학 법과대학 프랑스법과를 수석으로 졸업했으며 사법관료가 되었다.
1893년 도쿄지방재판소 판사, 도쿄공소원 판사를 역임했고 하토야마 이치로의 누나인 가즈와 결혼했다. 1907년부터 1년간 유럽 시찰을 나가 재판 사무 취급을 조사했으며 귀국 후에 대심원 판사가 되었다. 이후 검사가 되었는데 수완을 크게 인정받았다고 한다. 사법성 형사국장, 대심원 검사, 사법성 법무국장을 거쳐 1914년 사법차관에 취임해 7년 반을 근무했다.
1920년 귀족원 칙선의원이 되었으며 다음해에 검사총장이 되었다. 1923년 히라누마 기이치로가 사법대신에 취임한 뒤 히라누마의 지지를 받은 스즈키는 입헌정우회의 마쓰다 마사히사와 협력 관계를 구축해 사법성 개혁에 착수했다. 1924년 기요우라 내각이 성립하자 히라누마가 물러나고 스즈키가 사법대신으로 취임했지만 형님처럼 모시던 히라누마가 대신에서 물러난다면 나도 대신직을 수행하지 않겠다고 주장해 반년도 안돼 스스로 물러났다.
이러한 인맥은 히라누마-스즈키-고야마 마쓰키치-시오노 스에히코로 이어지는 사상검찰(思想検察)의 기초를 형성했다. 히라누마가 국본사를 창설하자 가입하여 활동을 도왔고 기요우라 내각이 호헌 운동의 여파로 붕괴하자 1926년 정우회에 입당했다. 1927년 다나카 기이치 내각이 수립되자 내무대신으로 입각했다.
내무대신에 취임한 이후 스즈키는 특별고등경찰을 지원하기 위해 전국 부현(府県)청에 특별고등과를 설치하고 「치안유지법」 개정을 실시했다. 1928년 야마오카 만노스케 경보국장과 난바 모쿠사부로 보안과장에게 지시해 3·15 사건을 일으켜 일본공산당 일제 검거 작전을 펼쳤다. 또한 내무성과 부현청 인사를 대폭적으로 쇄신해 정우회를 지지하는 관료들을 발탁하고 입헌민정당에 가까운 차관과 지사를 휴직·퇴직시켰다. 이는 내무성 내부는 물론 지방 정계와 여론으로부터도 비난을 받았고 내무성 내에서 정당 정치를 부인하는 혁신관료의 대두를 불러오게 되었다.
1925년 제정된 「보통선거법」하에서 치러진 첫 총선거인 제16회 일본 중의원 의원 총선거에서 내무성 주도의 대대적인 선거 개입이 이루어졌고 민정당은 이에 맹렬히 반발했다. 민정당은 당내에 선거혁정위원회를 조직하고 이자와 다키오의 주장이 받아들여져 귀족원을 중심으로 한 선거감시위원회도 정우회를 비판하자 결국 스즈키는 내무대신직에서 물러나야 했다.
이후 하토야마의 지지를 바탕으로 1931년 이누카이 내각에서 사법대신과 내무대신을 차례로 역임했다가 12년간 유지하던 귀족원 의원직에서 1932년 사임한 뒤 제18회 일본 중의원 의원 총선거 가나가와현 제1구에 출마해 당선되어 중의원 의원이 되었다. 5·15 사건으로 이누카이 쓰요시 총리대신이 암살되자 후임 정우회 총재에 취임했다. 이른바 헌정의 상도에 따라 집권당의 대표가 사망하면 후임 대표가 총리직을 물려받아야 했고 하라 다카시와 다카하시 고레키요, 가토 다카아키와 와카쓰키 레이지로처럼 전례도 있었지만 영미와의 협조 외교 추구·헌법 준수 정신이라는 대원칙을 강조한 원로 사이온지 긴모치는 앞의 두 가지 부분을 이유로 스즈키 대신 조선총독을 두 차례 역임한 퇴역 해군 대장 사이토 마코토를 후임 총리로 천거하여 대명강하가 내려졌다.
제인 사건의 여파로 사이토 내각이 붕괴하고 정우회 간부 다수가 체포되는 일이 발생했는데 스즈키가 존경하던 히라누마가 총리직에 오르기 위해 방해가 되는 정우회와 스즈키를 무너뜨리고자 꾸민 계획이라는 음모가 돌았다. 이후 정우회는 당내 유력 정치인 세 명을 제명 처분하는 조치가 취해졌고 이에 반발하는 세력이 등장해 당내 균열이 생겼다. 이 무렵 스즈키는 건강이 나빠져 당내 문제를 제대로 수습하지 못했다.
1936년 제19회 일본 중의원 의원 총선거에 출마했으나 총재라는 직함을 들고도 낙선하면서 당내 지도력을 상실하게 됐다. 당내에서 총재직 사임 요구의 목소리가 커지자 하토야마는 스즈키를 귀족원 의원으로 추대해 1936년 성사시켰다. 하지만 다음해 총재 임기가 끝나자 스즈키는 퇴임을 표명했고 이후 정우회는 4명의 총재대행위원을 선출해 집단지도체제로 이행했다. 정우회는 후임 총재 문제를 둘러싸고 끊임없는 분열을 거듭하여 결국 1940년 간판을 내리고 대정익찬회로 흡수됐다. 한편 스즈키는 대정익찬회가 정식으로 출범하기 전인 1940년 6월 24일 향년 74세로 서거했다.

## 영전
위계
- 1907년 12월 10일: 정5위
- 1912년 12월 28일: 종4위
- 1921년 10월 20일: 종3위
- 1924년 7월 10일: 정3위
- 1940년 6월 24일: 종2위

훈장 등
- 1915년 11월 10일: 대례기념장
- 1916년 1월 19일: 훈2등 서보장
- 1916년 4월 1일: 훈2등 욱일중광장
- 1919년 9월 29일: 훈1등 서보대수장
- 1921년 7월 1일: 제1회 국세조사기념장
- 1928년 1월 20일: 훈1등 욱일대수장
- 1930년 12월 5일: 제국부흥기념장
- 1940년 6월 24일: 훈1등 욱일동화대수장